# Chrysopigí (Lassithi)
Chrysopigí, en grec moderne : Χρυσοπηγή, nommé Roukána (Ρουκάκα), jusqu'en 1955, est un village du dème de Sitía, en Crète, en Grèce. Selon le recensement de 2011, la population de Chrysopigí compte 179 habitants. Le village est situé à une altitude de 430 m et à une distance de 30 km de Sitía.

## Recensements de la population
| Recensements | 1900 | 1920 | 1928 | 1940 | 1951 | 1961 | 1971 | 1981 | 1991 | 2001 | 2011 |
| ------------ | ---- | ---- | ---- | ---- | ---- | ---- | ---- | ---- | ---- | ---- | ---- |
| Population   | 221  | 307  | 307  | 331  | 308  | 306  | 256  | 192  | -    | 84   | 179  |